# کلیرواتر (میزوری)
کلیرواتر (به انگلیسی: Clearwater) یک منطقهٔ مسکونی در ایالات متحده آمریکا است که در شهرستان استی جنویو، میزوری واقع شده‌است. کلیرواتر ۱۷۲ متر بالاتر از سطح دریا واقع شده‌است.